# Brian Nicolás Mansilla
Brian Nicolás Mansilla Islas (Dolores, Soriano, Uruguay; 14 de mayo de 2002) es un futbolista uruguayo que juega como extremo izquierdo en el Futebol Clube de Arouca, de la Primeira Liga de Portugal.

## Trayectoria

### Peñarol
Habiendo formado parte del plantel campeón de la Libertadores Sub-20 2022, debutó oficialmente el 2 de abril de 2022 por la séptima fecha del Apertura 2022 del Campeonato Uruguayo, disputando 35 minutos del partido frente al Club Atlético Rentistas.
El 15 de septiembre anota su primer gol como futbolista profesional por la octava fecha del Clausura 2022 ante el Liverpool.

## Estadísticas

### Clubes
Actualizado hasta su último partido disputado el 17 de mayo de 2025.
| Club                        | Div.          | Temporada     | Liga  | Liga  | Liga   | Copas nacionales | Copas nacionales | Copas nacionales | Copas internacionales | Copas internacionales | Copas internacionales | Total | Total | Total  |
| Club                        | Div.          | Temporada     | Part. | Goles | Asist. | Part.            | Goles            | Asist.           | Part.                 | Goles                 | Asist.                | Part. | Goles | Asist. |
| --------------------------- | ------------- | ------------- | ----- | ----- | ------ | ---------------- | ---------------- | ---------------- | --------------------- | --------------------- | --------------------- | ----- | ----- | ------ |
| C. A. Peñarol · Uruguay     | 1.ª           | 2022          | 13    | 1     | 0      | 4                | 0                | 0                | 2                     | 0                     | 1                     | 19    | 1     | 1      |
| C. A. Peñarol · Uruguay     | 1.ª           | 2023          | 23    | 0     | 2      | 1                | 1                | 0                | 4                     | 1                     | 0                     | 28    | 2     | 2      |
| C. A. Peñarol · Uruguay     | Total club    | Total club    | 36    | 1     | 2      | 5                | 1                | 0                | 6                     | 1                     | 1                     | 47    | 3     | 3      |
| Defensor Sporting · Uruguay | 1.ª           | 2024          | 32    | 4     | 7      | 10               | 0                | 0                | 2                     | 1                     | 0                     | 44    | 5     | 7      |
| Defensor Sporting · Uruguay | Total club    | Total club    | 32    | 4     | 7      | 10               | 0                | 0                | 2                     | 1                     | 0                     | 44    | 5     | 7      |
| F. C. Arouca Portugal       | 1.ª           | 2024-25       | 12    | 0     | 0      | —                | —                | —                | —                     | —                     | —                     | 12    | 0     | 0      |
| F. C. Arouca Portugal       | Total club    | Total club    | 12    | 0     | 0      | 0                | 0                | 0                | 0                     | 0                     | 0                     | 12    | 0     | 0      |
| Total carrera               | Total carrera | Total carrera | 80    | 5     | 9      | 15               | 1                | 0                | 8                     | 2                     | 1                     | 103   | 8     | 10     |
| 1. 2.                       |               |               |       |       |        |                  |                  |                  |                       |                       |                       |       |       |        |

## Palmarés

### Títulos nacionales
| Título           | Club                   | País    | Año    |
| ---------------- | ---------------------- | ------- | ------ |
| Primera División | C. A. Peñarol          | Uruguay | A-2023 |
| Copa AUF         | Defensor Sporting Club | Uruguay | 2023   |
| Copa AUF         | Defensor Sporting Club | Uruguay | 2024   |

### Títulos internacionales
| Título                   | Club                 | País    | Año  |
| ------------------------ | -------------------- | ------- | ---- |
| Copa Libertadores Sub-20 | C. A. Peñarol Sub-20 | Uruguay | 2022 |